# Santa Carmem
Santa Carmem là một đô thị thuộc bang Mato Grosso, Brasil. Đô thị này có diện tích 3920,277 km², dân số năm 2007 là 4324 người, mật độ 1,1 người/km².